# San Julián de Loria
San Julián de Loria
(en catalán: Sant Julià de Lòria) es la más meridional de las siete parroquias del Principado de Andorra. Limita al norte con la parroquia de Andorra la Vieja; al nordeste con la parroquia de Escaldes-Engordany; y al oeste, sur y este con España. Se despliega en una altitud comprendida entre los 850 y 2600 m s. n. m.

## Geografía
Está formada por la villa de San Julián de Loria y seis cuartos rurales (en catalán: quarts) o subdivisiones parroquiales: Bixessarri, Fontaneda, Auvinyà, Juberri, Nagol, y Certers, además de otros grupos de población como Aixovall, Aixirivall y Llumeneres, contando con una población total de casi 9000 habitantes.
La villa de San Julián de Loria es una población en plena expansión, cuyo núcleo urbano se desarrolla alrededor de la orilla del río Valira.

## Patrimonio
Sus atractivos artísticos más importantes se componen de la Casa Comunal (sede del gobierno municipal), la iglesia románica dedicada a San Julián de Loria y a San Germán, el casco antiguo de la población y tiene una fuerte zona comercial con grandes superficies situadas al sur, yendo hacia la frontera española, estos son  River Centre Comercial, Sant Eloi y Epizen.

## Deporte
- El UE Sant Julià es un club de fútbol que juega en la Primera División.

## Hermanamiento

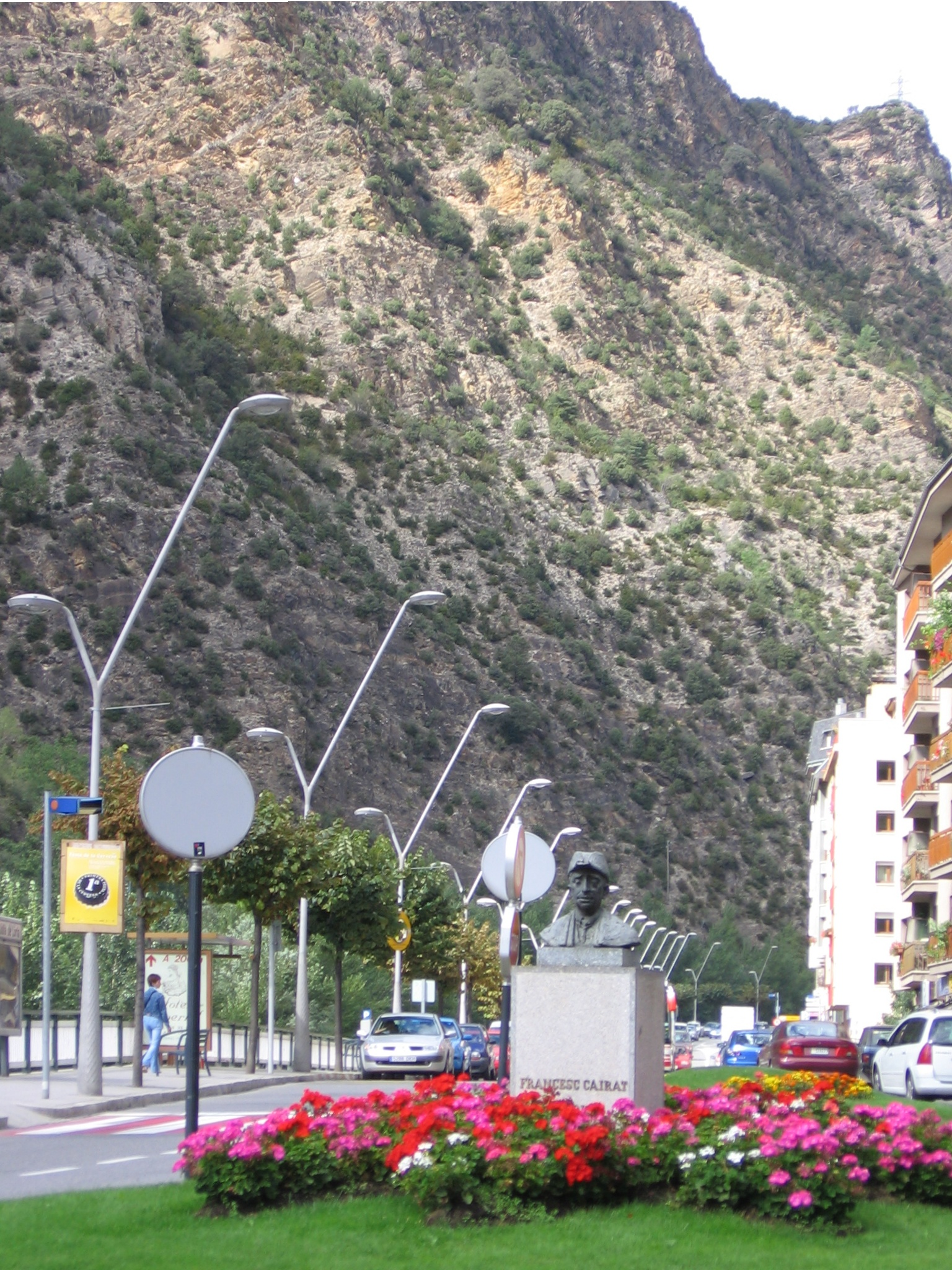
Estatua del síndico Francesc Cairat.

- Calonge, España.